# Nagia megaruna
Nagia megaruna är en fjärilsart som beskrevs av Joannis 1932. Nagia megaruna ingår i släktet Nagia och familjen nattflyn. Inga underarter finns listade i Catalogue of Life.